# 儲在文
儲在文（？—？），字禮執，號理質，江南宜興人。清朝翰林。
儲在文為進士儲方慶之子。自幼聰慧，領悟經義，康熙四十七年（1708年）中舉人，次年聯捷二甲進士。改翰林院庶吉士。散館，授編修。後被罷職。著有《经畲堂文集》等。
兄儲大文，弟儲郁文、儲雄文於康熙六十年（1721年）中同榜進士，為一時盛事。